# David J. Shafer
David J. Shafer, né le 29 avril 1965 dans le Comté de DeKalb (Géorgie), est un homme politique américain de l'État de Géorgie. Il travaille actuellement au sénat de l'État de Géorgie, représentant les comtés de Fulton et de Gwinnett, dans la banlieue nord d'Atlanta.

## Biographie
Shafer est membre du Parti républicain. Il occupe le poste de directeur exécutif du Parti républicain en Géorgie depuis le début des années 1990, s'occupant notamment de la campagne de l'homme d'affaires républicain Guy Millner au poste de gouverneur en 1994, et fut lui-même l'élu républicain au poste de secrétaire d'État en 1996.
Shafer concourut pour le poste de président du Parti républicain géorgien, mais perdit face au conservateur chrétien Ralph Reed. Shafer fut le premier à être élu au Sénat de l'État de Géorgie, lors de l'élection partielle du 12 février 2002.
Il fut réélu en 2002, 2004 et 2006. Shafer est un membre conservateur influent du Sénat qui reçoit des dons importants de la NRA, de l'Americans for Tax Reform, du Republican Liberty Caucus et d'autres groupes conservateurs.
Il fut représentant du gouverneur Sonny Perdue mais vota contre la proposition de loi de ce dernier pour l'augmentation des taxes, en 2003. Il fit voter une loi budgétaire intégrant la méthode Zero Based Budgeting, et obligeant un remboursement des impôts lors de la non-utilisation de ces derniers. Shafer est aussi connu pour son engagement envers « la recherche non destructive des cellules souches » impliquant des cellules souches dérivées autres que celles des embryons humains. Il joua un rôle clé dans l'élection du Lieutenant Gouverneur Casey Cagle.
Shafer est diplômé de l'université de Géorgie où il fut un membre de la fraternité Phi Kappa Psi. Il est aussi presbytérien et rotarien. Il vit à Duluth en Géorgie avec sa famille.